# تيموثي جاي كوريغان
تيموثي جاي كوريغان (بالإنجليزية: Timothy J. Corrigan)‏ هو محامي وقاضي أمريكي، ولد في 21 فبراير 1956 في جاكسونفيل في الولايات المتحدة.